# Döbernitz

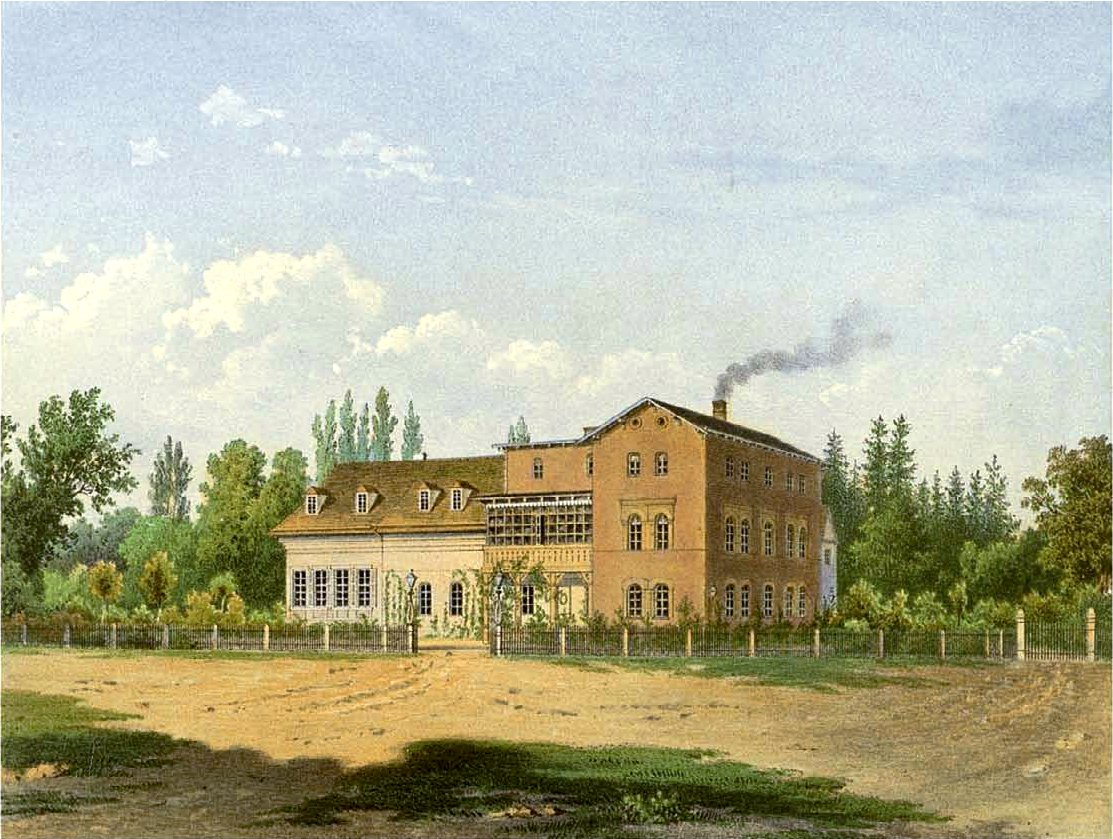
Rittergut Döbernitz um 1860, Sammlung Alexander Duncker

Döbernitz ist ein Ortsteil der Großen Kreisstadt Delitzsch im Landkreis Nordsachsen des Freistaates Sachsen. Die Gemeinde Döbernitz, in die am 1. Januar 1994 die Ortschaften Beerendorf, Brodau und Selben eingegliedert wurden, gehört seit dem 1. März 2004 zu Delitzsch. Der Ortsteil hat knapp 830 Einwohner (Stand 2018).

## Lage
Der Ortsteil Döbernitz liegt etwa zwei Kilometer südlich von der Stadtmitte Delitzschs entfernt. Die Bahnstrecke Bitterfeld–Leipzig und der Lober durchlaufen von Norden kommend den Ort und gliedern ihn in West- und Ost-Döbernitz. Im Süden grenzt Döbernitz an Zschepen, im Nordosten an Beerendorf. Westlich befindet sich die Kreuzung der B 184 und S4.

## Geschichte
Die Gemeinde wurde 1349 erstmals urkundlich als Dobernicz (altsorbisch für gut) erwähnt. Zu dieser Zeit lag die Ortschaft im „markgräflich-meißnischen districtus Deltsch“, im Besitz eines Johannes Dobernicz. Im Laufe der Zeit änderte sich der Ortsname von Döberniz (1439) über Dobernicz (1445) nach Dobernitz (1518–1551) bis zu seinem heutigen Namen ab 1570. Döbernitz war um 1350 Herrensitz, von 1445/47 bis 1551 Rittersitz mit Vorwerken und bis 1880 Rittergut (von 1747 bis 1791 ohne Dorf).
Der Ort gehörte bis 1815 zum kursächsischen Amt Delitzsch. Durch die Beschlüsse des Wiener Kongresses kam er zu Preußen und wurde 1816 dem Kreis Delitzsch im Regierungsbezirk Merseburg der Provinz Sachsen zugeteilt, zu dem er bis 1952 gehörte. Im Zuge der Kreisreform in der DDR von 1952 wurde Döbernitz dem neu zugeschnittenen Kreis Delitzsch im Bezirk Leipzig zugeteilt, welcher 1994 im Landkreis Delitzsch aufging.
Bereits am 1. Juli 1950 wurde der Ort Zschepen nach Selben eingemeindet. Am 1. Januar 1994 wurden durch die sächsische Gemeindegebietsreform die Ortschaften Beerendorf, Brodau und Selben mit dem Ortsteil Zschepen nach Döbernitz eingemeindet, wodurch die Großgemeinde Döbernitz entstand. Im Jahr 1999 gründete Döbernitz mit der Stadt Delitzsch eine Verwaltungsgemeinschaft.
Auf Beschluss des damaligen Stadt- beziehungsweise Gemeinderats von Delitzsch und Döbernitz, wurde die Gemeinde am 1. März 2004, mit seinen Ortsteilen in die Stadt Delitzsch eingemeindet.

### Einwohnerentwicklung
(jeweiliger Gebietsstand)
| Datum  | Einwohner              |
| ------ | ---------------------- |
| 1551   | 10 Hufner, 21 Inwohner |
| 1747   | 23 Häusler             |
| 1818   | 227                    |
| 1880   | 274                    |
| 1895   | 314                    |
| 1910   | 447                    |
| 1925   | 500                    |
| 1939   | 529                    |
| 1946   | 787                    |
| 1950 ¹ | 775                    |
| 1964   | 866                    |

| Datum (zum 31.12.) | Einwohner |
| ------------------ | --------- |
| 1990               | 826       |
| 1991               | 972       |
| 1992               | 964       |
| 1993               | 969       |
| 1994 ¹             | 2402      |
| 1995               | 2581      |
| 1996               | 2800      |
| 1997               | 2955      |
| 1998               | 2860      |
| 1999               | 2910      |
| 2000               | 2956      |

| Datum (zum 31.12.) | Einwohner |
| ------------------ | --------- |
| 2001               | 2961      |
| 2002               | 2925      |
| 2003               | 2911      |
| 2011 ²             | 833       |

¹ Eingemeindung

² nur Hauptwohnsitze am 30.09. (Quelle: Einwohnermeldeamt Stadt Delitzsch)

## Politik
- SPD: 1
- HVD: 5
- WVD: 1
- CDU: 3

Döbernitz verfügt über einen eigenen Ortschaftsrat mit zehn Sitzen und einem Ortsvorsteher sowie Stellvertreter. Zuständig ist er Rat für die Delitzscher Ortsteile Beerendorf, Brodau, Selben, Zschepen und Döbernitz selbst.
Bei den letzten Ortschaftsratswahlen am 9. Juni 2024 entfielen fünf Sitze auf den Heimatverein Döbernitz (HVD) (49,5 %), drei Sitze auf die CDU (29,5 %) und je ein Sitz auf die SPD (11,4 %) und auf die neu im Ortschaftsrat vertretene Wählervereinigung Delitzsch (WVD) (9,6 %). Gegenüber der vorangegangenen Wahl am 26. Mai 2019 haben sich damit deutliche Verschiebungen zulasten der CDU ergeben. Damals entfielen noch fünf Sitze auf sie (45,4 %), vier Sitze auf den Heimatverein Döbernitz (HVD) (44,1 %) und ein Sitz auf die SPD (10,5 %). Im Vergleich zur Wahl am 25. Mai 2014 hatten sich 2019 dagegen nur geringfügige Veränderungen ergeben: Damals entfielen ebenfalls fünf Sitze auf die CDU (46,7 %), vier Sitze auf den Heimatverein Döbernitz (HVD) (31,4 %) und ein Sitz auf die Linke (14 %). Die restlichen 7,9 % entfielen 2014 auf sonstige Parteien, von denen keine einen Sitz erhielt.
Ortsvorsteher ist weiterhin Roland Kirsten (CDU) und sein Stellvertreter bleibt Jörg Eitzen (HVD), der 2019 Jörg Peter Sackewitz (HVD) abgelöst hatte. Die nächste Wahl ist voraussichtlich im Jahr 2029.

## Kultur

### Vereine
Durch die Initiierung des Döbernitzer Landwirts Norbert Lienig sollten, durch die Gründung einer noch vorläufigen Interessengemeinschaft, Heimatverbundenheiten wieder aufleben. Somit kam es im Januar 2005 zur Gründung des Heimatvereins Döbernitz, der durch zahlreiche vorherige Organisationstreffen und Veranstaltungen von Döbernitzern entstand. Seit Juni 2008 ist der Heimatverein Döbernitz e. V. ein gemeinnütziger, eingetragener Verein, mit 25 Mitgliedern.

### Regelmäßige Veranstaltungen
Seit 2006 findet jährlich, initiiert vom Heimatverein Döbernitz, im Mai eine Veranstaltung in der Kirche, im Juli das Sommerfest, im September das Kartoffelfest des Kartoffelhofes Lienig und zum Jahresausklang eine Weihnachtsfeier für Senioren statt. Der Verein organisiert daneben von Oktober bis März Kaffenachmittage.